# Heteropseudinca kuntzeni
Heteropseudinca kuntzeni är en skalbaggsart som beskrevs av Valck Lucassen 1933. Heteropseudinca kuntzeni ingår i släktet Heteropseudinca och familjen Cetoniidae. Inga underarter finns listade i Catalogue of Life.